# Chêne écarlate
Quercus coccinea
Espèce
Classification APG II (2003)
Le chêne écarlate (Quercus coccinea) est une espèce de chênes présente au nord-est des États-Unis et au Canada.

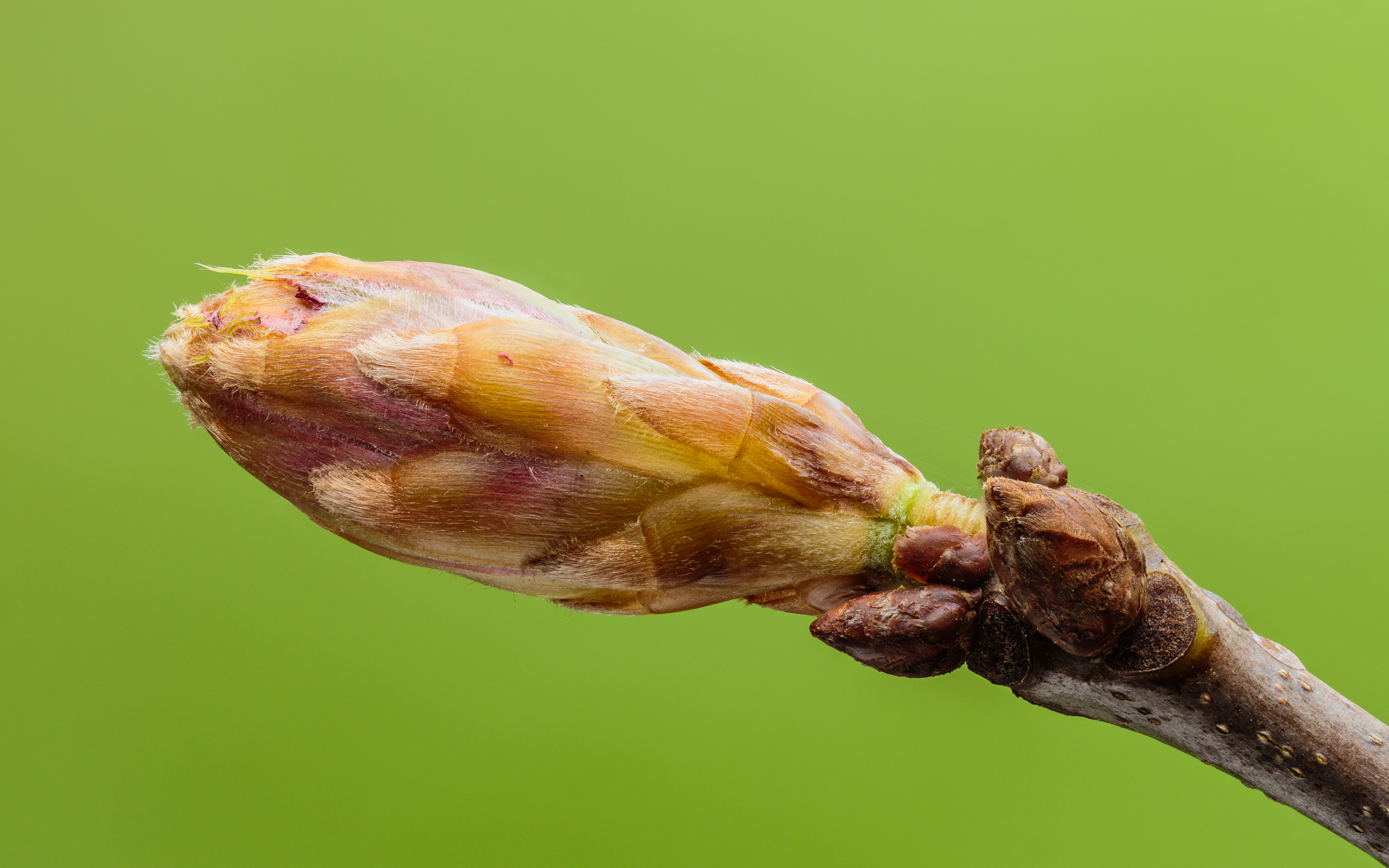
Bourgeon foliaire en développement.

## Habitat
Ce chêne se trouve à l'est des États-Unis. Au nord, il est présent du Maine jusqu'au Wisconsin et au sud de la Géorgie à la Louisiane. On le trouve également à l'extrémité sud de la province canadienne de l'Ontario. Il apprécie les terrains secs, sablonneux et les sols acides.

## Description

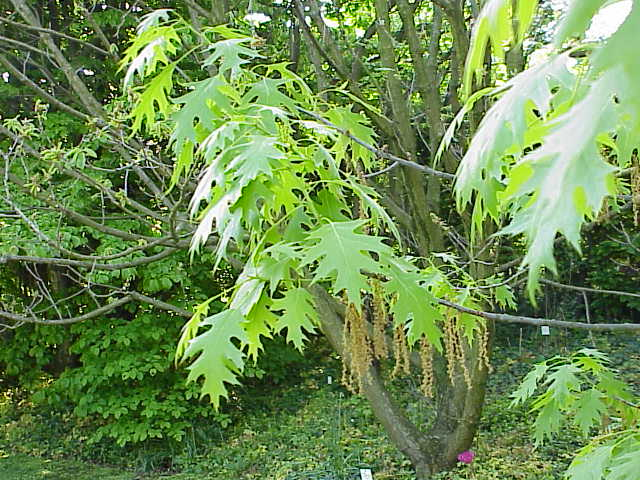
Feuilles et partie mâle au printemps.

Il est régulièrement confondu avec d'autres chênes de la section Lobatae, comme le Chêne rouge d'Amérique, le Chêne des marais ou plus rarement le Chêne noir, dont les feuillages sont assez similaires.
Il s'agit d'un arbre caduc de taille moyenne à importante pouvant atteindre 20 à 30 mètres de hauteur.
Ses feuilles lobées sont vertes, brillantes, ayant de 7 à 17 cm de longueur pour 8 à 13 cm de largeur. Chaque lobe possède de trois à sept petites dents. La feuille n'est pas pubescente (contrairement au proche Chêne des marais).
Les glands sont ovoïdes, 7-13 mm de large pour 17-31 mm de long. La cupule recouvre le gland sur un tiers voire la moitié de sa longueur. D'abord vert, ce fruit devient brun clair environ 18 mois après la pollinisation. L'intérieur du gland est très amer.

## Utilisation
L'arbre est utilisé en ornementation grâce à ses couleurs rouges en automne. Son bois est souvent vendu sous le nom de chêne rouge mais est inférieur en qualité par rapport à ce dernier car l'arbre n'est pas aussi grand et parce que son bois est moins résistant.

## Variétés
On lui connaît deux variétés :
- Quercus coccinea var. coccinea ;
- Quercus coccinea var. tuberculata.

Il est de plus connu pour s'hybrider avec plusieurs autres espèces du genre Quercus (Q. imbricaria, Q. ilicifolia, Q. laevis, Q. palustris, Q. phellos, Q. rubra et Q. velutina).